# Ticksnyltskål
Ticksnyltskål (Hyphodiscus hymeniophilus) är en svampart som först beskrevs av Petter Adolf Karsten, och fick sitt nu gällande namn av Baral 1993. Enligt Catalogue of Life ingår Ticksnyltskål i släktet Hyphodiscus, ordningen disksvampar, klassen Leotiomycetes, divisionen sporsäcksvampar och riket svampar, men enligt Dyntaxa är tillhörigheten istället släktet Hyphodiscus, familjen Hyaloscyphaceae, ordningen disksvampar, klassen Leotiomycetes, divisionen sporsäcksvampar och riket svampar. Arten är reproducerande i Sverige. Inga underarter finns listade i Catalogue of Life.